# Liste des monuments nationaux du Sucre
Cet article liste les monuments nationaux du département de Sucre, en Colombie. Au 6 novembre 2019, un seul monument national était recensé.

## Patrimoine matériel
| Code national             | Monument                                 | Municipalité(s) | Adresse | Coordonnées                        | Date | Illustration                             |
| ------------------------- | ---------------------------------------- | --------------- | ------- | ---------------------------------- | ---- | ---------------------------------------- |
| 01-01-01-03-70-678-000001 | Basílica Menor del Señor de Los Milagros | San Benito Abad |         | 8° 55′ 48″ nord, 75° 01′ 36″ ouest | 2000 | Basílica Menor del Señor de Los Milagros |